# Lederslakkenloopkever
De lederslakkenloopkever of slakkenloopkever (Cychrus caraboides) is een keversoort uit de familie van de loopkevers (Carabidae). De wetenschappelijke naam van de soort werd in 1758 als Tenebrio caraboides gepubliceerd door Carl Linnaeus.

## Synoniemen
- Tenebrio rostratus Linnaeus, 1761